# The Constantines
The Constantines son una banda canadiense de rock indie fundada en Guelph, Ontario en 1999.

## Componentes
- Bryan Webb, vocalista y guitarrista.
- Steve Lambke, guitarrista, vocalista
- Dallas Wehrle, bajista, coros
- Will Kidman, teclista, percusión (Desde Shine a Light).
- Doug McGregor, baterista.

## Biografía
En 1999 se forma la banda en Guelph, pero su salto a los circuitos alternativos se da cuando la banda se traslada en conjunto a Toronto, en donde editan su primer disco homónimo, todavía sin Will Kidman. El álbum es un éxito en las emisoras independientes de Canadá y Estados Unidos (especialmente en las universitarias) y es inmediatamente nominado al "Best Alternative Album Juno award".
En 2002 editan el EP "Modern Sinner Nervous Man", y en 2003 sale al mercado "Shine a Light", álbum en el que cuentan con el teclista Will Kidman, cuya aportación influye en el sonido final. El álbum eleva a los canadienses, que empiezan a ser conocidos fuera de Canadá y Estados Unidos, aunque nunca dentro del circuito comercial, sí en las revistas alternativo e indies.
En 2005 editan su tercer trabajo largo, "Tournament of hearts", siguiendo la estela de "Shine a Light", más reposado en ritmos e introduciendo nuevos sonidos pero sin renunciar a su peculiar estilo que ya les ha valido la etiqueta de "art-punk"
A principios del 2006 salió un disco sólo de vinilo grabado con The Unintended en el que The Constatines hicieron cuatro versiones de Neil Young y The Unintended cuatro versiones de Gordon Lightfoot

## Estilo e influencias
El peculiar estilo de The Constantines se ha dado por llamar "art-punk" caracteriza por una doble influencia del punk más furioso, instintivo y, a pesar de todo, virtuoso, de bandas como The Clash y Fugazi y el rock personal y sentido de Bruce Springsteen. The Constantines tienen un gran valor en la desgarrada y afónica voz de su cantante, Bryan Webb, que cabalga entre la de Joe Strummer y la de Springsteen.
No obstante, las líneas descarnadas, a veces brutales y a veces melódicas de las guitarras, los toques dub en el bajo, los arreglos de piano y la potente batería hacen del grupo algo más que explosión punk, dotándoles de una calidad y originalidad musical. La sensación de su estilo es de una elaborada tosquedad, dura, susurrante.
Algunos les consideran continuadores de la onda iniciada por la banda de hardcore Shoulder

## Discografía
- The Constatines (2001)
- Shine a Light, (2002)
- Tournament of Hearts, (2005)
- Kensington Heights, (2008)